# 나카시베쓰정
나카시베쓰정(일본어: 中標津町)은 일본 홋카이도 네무로 진흥국 관내의 시베쓰군에 있는 정이다. 네무로 진흥국 중부의 핵심이 되는 정으로, 낙농업·상업이 활발하다.
분촌으로 탄생한 1946년부터 2005년의 국세조사까지 인구는 증가 경향을 보이고 있다. 2005년 국세조사에서는 구시로·네무로 지방에서 유일하게 인구가 증가했다.

## 지리
홋카이도 동부의 네무로 진흥국 관내 중부, 구시로시에서 북동쪽으로 약 100km, 네무로시에서 북서쪽으로 약 80km 떨어진 곳에 위치한다. 남부는 구릉(곤센 대지)이 퍼져 있고 북부는 시레토코 반도로부터 늘어서는 산악 지대를 사이에 두고 기요사토정과 접한다. 토지는 주로 이탄지와 화산재지이며 벼농사·밭농사 등에는 적합하지 않다.
최한월인 1월은 평균 기온이 -6.6°C이고, 최난월인 8월은 평균 기온이 18.3°C이다. 월 강수량은 평년값 기준으로 최다인 9월이 177.2mm, 최소인 2월이 32.0mm이다. 이곳은 냉대 습윤 기후(Dfb)이자 태평양측 기후로 분류할 수 있다. 겨울은 적설량이 많아 특별폭설지대로 지정되어 있다.
시가지에서 북쪽으로 4km 떨어진 곳에는 나카시베쓰 공항이 있다. 개척기에 미국인 고문 호레스 케프론의 제창으로 만들어진 방풍림이 베쓰카이정, 시베쓰정, 시베차정에 이르는 넓은 면적으로 존재한다. 이 방풍림은 2001년에 곤센 대지의 격자 모양 방풍림으로 홋카이도 유산에 등록되었다.
| 나카시베쓰정의 기후                                          | 나카시베쓰정의 기후 | 나카시베쓰정의 기후 | 나카시베쓰정의 기후 | 나카시베쓰정의 기후 | 나카시베쓰정의 기후 | 나카시베쓰정의 기후 | 나카시베쓰정의 기후 | 나카시베쓰정의 기후 | 나카시베쓰정의 기후 | 나카시베쓰정의 기후 | 나카시베쓰정의 기후 | 나카시베쓰정의 기후 | 나카시베쓰정의 기후 |
| 월                                                           | 1월                 | 2월                 | 3월                 | 4월                 | 5월                 | 6월                 | 7월                 | 8월                 | 9월                 | 10월                | 11월                | 12월                | 연간                |
| ------------------------------------------------------------ | ------------------- | ------------------- | ------------------- | ------------------- | ------------------- | ------------------- | ------------------- | ------------------- | ------------------- | ------------------- | ------------------- | ------------------- | ------------------- |
| 역대 최고 기온 °C (°F)                                       | 6.9 (44.4)          | 8.9 (48.0)          | 16.3 (61.3)         | 28.2 (82.8)         | 36.5 (97.7)         | 34.6 (94.3)         | 35.2 (95.4)         | 35.2 (95.4)         | 32.4 (90.3)         | 25.4 (77.7)         | 19.6 (67.3)         | 14.3 (57.7)         | 36.5 (97.7)         |
| 일평균 최고 기온 °C (°F)                                     | −1.6 (29.1)         | −1.3 (29.7)         | 2.5 (36.5)          | 9.1 (48.4)          | 15.0 (59.0)         | 18.0 (64.4)         | 21.4 (70.5)         | 22.9 (73.2)         | 20.6 (69.1)         | 15.2 (59.4)         | 8.1 (46.6)          | 1.1 (34.0)          | 10.9 (51.7)         |
| 일일 평균 기온 °C (°F)                                       | −6.6 (20.1)         | −6.5 (20.3)         | −2.0 (28.4)         | 3.6 (38.5)          | 8.9 (48.0)          | 12.6 (54.7)         | 16.4 (61.5)         | 18.3 (64.9)         | 15.7 (60.3)         | 9.7 (49.5)          | 3.0 (37.4)          | −3.7 (25.3)         | 5.8 (42.4)          |
| 일평균 최저 기온 °C (°F)                                     | −13.2 (8.2)         | −13.6 (7.5)         | −7.8 (18.0)         | −1.4 (29.5)         | 3.7 (38.7)          | 8.3 (46.9)          | 12.7 (54.9)         | 14.7 (58.5)         | 11.0 (51.8)         | 4.0 (39.2)          | −2.5 (27.5)         | −9.6 (14.7)         | 0.5 (33.0)          |
| 역대 최저 기온 °C (°F)                                       | −28.7 (−19.7)       | −32.9 (−27.2)       | −26.0 (−14.8)       | −14.4 (6.1)         | −6.5 (20.3)         | −2.0 (28.4)         | 1.4 (34.5)          | 5.7 (42.3)          | −0.1 (31.8)         | −6.1 (21.0)         | −15.6 (3.9)         | −22.2 (−8.0)        | −32.9 (−27.2)       |
| 평균 강수량 mm (인치)                                        | 44.0 (1.73)         | 32.0 (1.26)         | 57.5 (2.26)         | 84.2 (3.31)         | 107.5 (4.23)        | 103.9 (4.09)        | 121.6 (4.79)        | 175.5 (6.91)        | 177.2 (6.98)        | 134.1 (5.28)        | 80.5 (3.17)         | 65.8 (2.59)         | 1,183.8 (46.61)     |
| 평균 강설량 cm (인치)                                        | 111 (44)            | 97 (38)             | 92 (36)             | 35 (14)             | 3 (1.2)             | 0 (0)               | 0 (0)               | 0 (0)               | 0 (0)               | 0 (0)               | 14 (5.5)            | 81 (32)             | 433 (170)           |
| 평균 강수일수 (≥ 1.0 mm)                                     | 7.7                 | 6.3                 | 8.2                 | 9.7                 | 10.4                | 9.7                 | 11.2                | 12.9                | 11.9                | 9.9                 | 9.4                 | 8.9                 | 116.2               |
| 평균 강설일수 (≥ 3 cm)                                       | 15.0                | 13.1                | 11.2                | 4.6                 | 0.3                 | 0                   | 0                   | 0                   | 0                   | 0                   | 1.9                 | 10.7                | 56.8                |
| 평균 월간 일조시간                                           | 142.7               | 142.8               | 168.2               | 161.9               | 160.3               | 125.7               | 104.6               | 108.4               | 131.4               | 154.3               | 145.0               | 139.5               | 1,681.2             |
| 출처: 일본 기상청 (평년값: 1991년~2020년, 극값: 1977년~현재) |                     |                     |                     |                     |                     |                     |                     |                     |                     |                     |                     |                     |                     |

## 역사
- 1946년 7월 1일 - 시베쓰촌(현 시베쓰정)에서 분리되어 나카시베쓰촌이 설치되었다.
- 1950년 1월 1일 - 정으로 승격해 나카시베쓰정이 되었다.

## 경제
네무로 관내 중부의 상업도시이며 그 외에 낙농업과 농업이 활발하다. 낙농업은 주로 젖소 사육이다. 그 밖에 소수이지만 육우, 양, 돼지, 염소 사육을 하는 농가도 있다. 농업은 주로 감자, 옥수수, 사탕무, 무 재배이다.

## 교통

### 공항
- 나카시베쓰 공항

### 도로
- 국도 272호선(일본어판)

## 자매 도시
- 일본 가나가와현 가와사키시(1993년 7월)